# Lloyd’s List

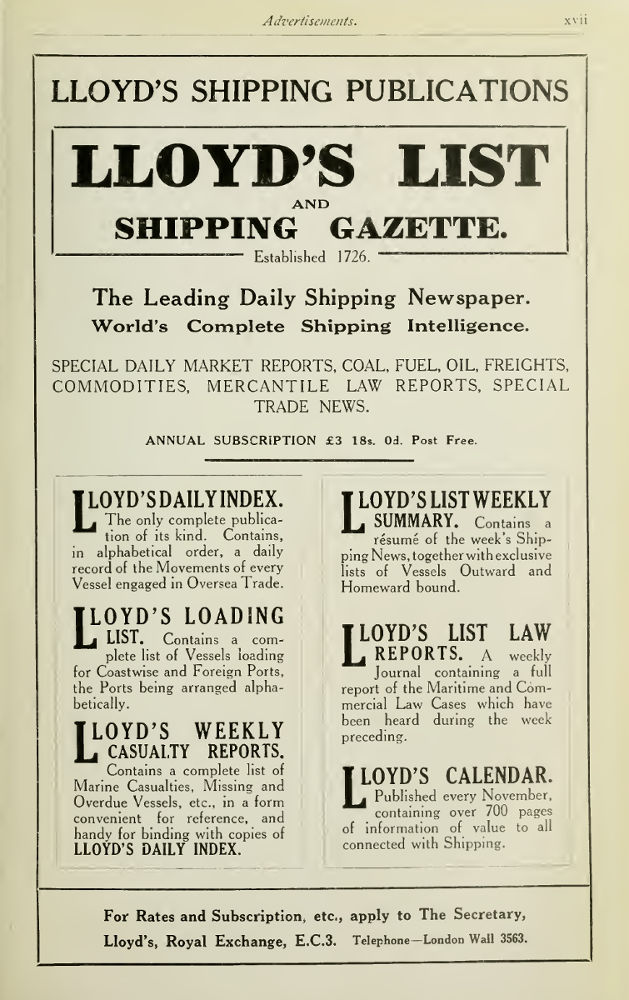
Eine Anzeige für Lloyd’s List (1923)

Lloyds List wurde 1734 gegründet und gilt als eine weltweit führende Zeitung in der Marineindustrie (Schifffahrt, Schiffsversicherungen, Offshore-Energie, Logistik, Welthandel, Recht / Handelsrecht). Zwischen 1884 und 1914 erschien die Schifffahrtszeitung unter dem Namen „Shipping gazette and Lloyd’s List“.
Korrespondenten und Agenten in aller Welt versorgen ihre Leser in über 120 Ländern mit allen wichtigen Informationen. Lloyds List erscheint täglich, berichtet umfassend über viele Unternehmen und informiert detailliert über alles Wissenswerte in der Branche. Themen wie Marinehandel, Transport und Versicherung werden ergänzt durch Nachrichten mit Bezug zu den Hauptthemen, z. B. Energie, Handel, Finanzen und Rohstoffe. Die Zeitung gehört zum Medienunternehmen Informa.
Die Ausgaben seit dem 20. Dezember 2013 erscheinen nicht mehr in gedruckter Form, sondern nur noch digital.